# 150er
Portal Geschichte | Portal Biografien | Aktuelle Ereignisse | Jahreskalender | Tagesartikel

◄ |
1. Jh. |
2. Jahrhundert
| 3. Jh. | ►

◄ |
120er |
130er |
140er |
150er
| 160er | 170er | 180er | ►

150 |
151 |
152 |
153 |
154 |
155 |
156 |
157 |
158 |
159

## Ereignisse
- Christianisierung der römischen Provinzen in Nordafrika.
- Claudius Ptolemäus veröffentlicht mit seiner Geographia den ersten Atlas.